# Einar Dahl (möbelarkitekt)
Einar Dahl, född 20 mars 1900 i Stockholm, död 1 mars 1985, var en svensk möbelarkitekt. 
Dahl studerade vid Tekniska skolans i Stockholm byggnadsavdelning 1916–1920. Han var anställd hos professor Carl Bergsten 1920–1927 och möbelarkitekt hos AB Åtvidabergs Industrier från 1927.  Han utförde ritningar till prisbelönta möbler på Stockholmsutställningen 1930 och tilldelades pris hos Hantverkslotteriet och Svenska Hemslöjdsföreningen.